# 善道 (新潟市)
善道（ぜんどう）は、新潟県新潟市秋葉区の町字。

## 概要
1889年（明治22年）から現在の大字。能代川下流左岸に位置する。
もとは江戸時代から1889年（明治22年）まであった善道興野の区域の一部で、地名の由来はかつてこの地にあった善道寺によるという説がある。

### 隣接する町字
北から東回り順に、以下の町字と隣接する。
- 下興野
- 新津本町
- 美幸町
- 新津

## 歴史
検地は1677年（延宝5年）。1889年（明治22年）に三興野村の大字となった当初は善道興野と称したが、1908年（明治41年）に善道に改称する。
1897年（明治30年）に北越鉄道が開通。その後も羽越本線、磐越西線の各線が開通し、鉄道諸施設や職員宿舎等が整備された。

### 分立した町字
1889年（明治22年）以後に、以下の町字が分立。
善道町（ぜんどうちょう）
1966年（昭和41年）に分立した町字。
美善（みよし）
2008年（平成20年）1月15日に分立した町字。

### 年表
- 1889年（明治22年）4月1日 : 合併により三興野村の大字となる。
- 1901年（明治34年）11月1日 : 合併により新津町の大字となる。
- 1908年（明治41年） : 善道に改称する。
- 1951年（昭和26年）1月1日 : 新津町が市制を施行し、新津市の大字となる。
- 2005年（平成17年）3月21日 : 合併により新潟市の大字となる。
- 2007年（平成19年）4月1日 : 新潟市の政令指定都市移行により、秋葉区の大字となる。